# 漢普頓 (內布拉斯加州)
漢普頓（英語：Hampton）是位於美國內布拉斯加州漢密爾頓縣的村。

## 人口
根據2020年美國人口普查的數據，漢普頓的面積為0.90平方千米，皆為陸地。當地共有人口432人，而人口密度為每平方千米480人。